# Bergen-Belsen koncentrationslejr
52°45′28″N 9°54′28″Ø / 52.75778°N 9.90778°Ø
Bergen-Belsen var en koncentrationslejr godt 15 km nordvest for Celle i Tyskland nær landsbyen Bergen. Bergen-Belsen var oprindelig en lille lejr, men den blev udvidet og rummede, da den blev befriet, godt 55.000 fanger, næsten udelukkende beskyttelsesarrestanter, det vil sige mennesker, der var fængslet for politiske forbrydelser.
Bergen-Belsen havde ingen gaskamre, men tusinder af de indsatte tilintetgjordes af sygdom og sult. Madrationerne til fangerne var altid meget små, skønt lejrens personale ikke manglede noget. I krigens sidste måneder forfaldt fangerne til kannibalisme.
Lejrens sidste kommandant fra november 1944 var Joseph Kramer, en koncentrationslejrekspert med langvarig erfaring fra Auschwitz med tilnavnet "Dyret fra Belsen" – hvilket var betegnende for tilstandene under hans regime.
Belsen blev befriet af allierede tropper i april 1945. Hverken soldaterne eller de reportere, som fulgte i deres kølvand, troede til at begynde med deres egne øjne. Den engelske souschef ved den britiske Rhin-armés lægetjeneste, general Glyn Hughes, der var med ved befrielsen af lejren beskrev forholdene således:
"Ingen skildring og intet fotografi kan bare nogenlunde gengive de rædsler, der forefandtes uden for barakkerne, og indeni var der endnu værre rædselsscener"
Man konstaterede enhver tænkelig form for sygdom, men de mest almindelige var tyfus, tuberkulose og underernæring. Kort efter de britiske troppers ankomst til lejren blev der optaget en film, der viste forholdene – da den senere blev vist for et tysk publikum, troede flere af dem, at der var tale om en konstrueret propagandafilm.
Dagbogsforfatteren Anne Frank omkom af tyfus i Bergen-Belsen i marts 1945.
Kommandanten Joseph Kramer blev dødsdømt ved krigsforbryderdomstolen i Nürnberg og henrettet den 1. oktober 1946.
I 2007 åbnede et besøgscenter, tegnet af KSP Engel und Zimmermann Architekten

## Eksterne henvisning
- Wikimedia Commons har flere filer relateret til Bergen-Belsen koncentrationslejr
- I hagekorsets svøbe, Lord Russell of Liverpool, 1984
- Fotos fra Bergen-Belsen Arkiveret 18. februar 2020 hos  Wayback Machine